# Igreja Matriz de Ponte de Lima
A Igreja Matriz de Ponte de Lima, também referida como Igreja Paroquial de Ponte de Lima ou Igreja de Santa Maria dos Anjos, localiza-se na atual freguesia de Arca e Ponte de Lima, na vila e no município de Ponte de Lima, distrito de Viana do Castelo, em Portugal.
Em maio de 2013 foi classificada como Monumento de Interesse Público.

## História
Remonta a um templo edificado entre os séculos XII e XIII de modestas dimensões (apenas uma nave), e feição românica.
Nas Cortes de Évora de 1444, os procuradores de Ponte de Lima declararam que "a Igreia uelha era tam pequena Em que nom podiamos caber", o que pode ser interpretado como já tendo sido iniciado um novo templo, o que chegou até aos nossos dias.
Os recursos financeiros para o novo templo foram atendidos por João I de Portugal e pelo regente D. Pedro, tendo as obras se prolongado até à década de 1450. O templo então construído apresentava nave única.
Uma nova intervenção, a partir de 1567 terá conferido à nave o aspecto tripartido que atualmente apresenta. Os trabalhos iniciaram-se com a substituição integral da capela-mor, que passou a apresentar planta rectangular, com cobertura em abóbada de berço em caixotões. No transepto, foram erguidas as duas capelas extremas. A atual estrutura é plenamente maneirista, com arcos formeiros moldurados e de volta perfeita,
As obras continuaram nesse período com o pórtico erudito que enquadra o arco triunfal, a estrutura que ladeia o arco do absidíolo Sul (datado de 1589) e a reformulação das naves (até c. 1590).
A grande parte das obras de talha do interior data do século XVIII. A principal localiza-se na extremidade sul do transepto e constitui-se num amplo retábulo de estilo nacional, datado de 1729, dedicado a Nossa Senhora das Dores.
Na segunda metade do século XIX intervencionou-se o coroamento da torre sineira.
Data de 1932 a realização da rosácea neo-gótica, inspirada na da Igreja de São Francisco no Porto.
Por despacho do Arcebispo de Braga, D. Frei Bartolomeu dos Mártires, foi alçada à condição de Colegiada.